# Luca Zidane
Luca Zidane Fernández (Marsella, 13 de mayo de 1998) es un futbolista hispano-francés que juega como guardameta en el Granada C. F. de la Segunda División de España.
Es hijo del exfutbolista Zinedine Zidane. Posee la doble nacionalidad ya que su madre es de origen español, eligiendo el apellido de ésta como el suyo deportivo como medida familiar y del club para evitar comparaciones con su padre. Es hermano de los también futbolistas Enzo y Théo.

## Carrera

### Inicios
Empezó a jugar al fútbol en 2004, fecha en la que ingresó en las categorías inferiores del Real Madrid Club de Fútbol en la edad de prebenjamín. Por ellas fue ascendiendo a la vez que mejoraba técnicamente hasta llegar en la temporada 2014-15 a formar parte del segundo equipo juvenil.
En el curso siguiente estuvo a las órdenes de Luis Miguel Ramis, siendo parte de los seleccionados para disputar la Liga Juvenil de la UEFA —formato juvenil de la Liga de Campeones—. En ella, su equipo quedó encuadrado en el Grupo "A". Tras finalizar su equipo segundo de grupo y el partido de play-off de acceso, disputó la fase final del torneo teniendo una destacada actuación en la que únicamente encajó cinco goles en ocho partidos antes del encuentro de semifinales. En ellas su equipo fue eliminado tras perder por 1-3 frente al París Saint-Germain Football Club, la segunda que el club cerraba su participación en el partido previo a la final.

### Real Madrid
El 19 de mayo de 2018 debutó de la mano de su padre, Zinedine, en un partido ante el Villarreal C. F. que acabó con empate a dos. El 31 de marzo de 2019 jugó su primer partido como titular en el Estadio Santiago Bernabéu ante la Sociedad Deportiva Huesca, con resultado de 3 a 2.
El 9 de julio de 2019 fue cedido por una temporada al Racing de Santander.

### Rayo Vallecano
El 5 de octubre de 2020 rescindió su contrato con el Real Madrid y firmó por dos temporadas con el Rayo Vallecano. En su primera temporada logró el ascenso a Primera División, realizando varias paradas en el playoff de ascenso que permitieron al equipo lograr el objetivo. En su segunda temporada no tuvo continuidad y fue relegado a segundo portero en detrimento de Stole Dimitrievski. Finalizó contrato con el equipo madrileño tras no renovar.

### S. D. Eibar y Granada C. F.
El 1 de septiembre de 2022 fichó por la S. D. Eibar hasta junio de 2024, aunque antes de acabar su primera temporada en el club renovó su contrato hasta 2026. Sin embargo, en julio de 2024 se marchó al Granada C. F. tras dos años en el conjunto armero en los que jugó 77 partidos.

## Selección nacional

### Categorías inferiores
Pudiendo ser seleccionado por la selección francesa y por la selección española, debido a su doble nacionalidad, o por la selección argelina, debido a sus abuelos paternos, finalmente fue convocado en 2014 para jugar con Francia Sub-16, con la que jugó 3 partidos y más tarde, jugaría con Francia sub-17.
Fue convocado para jugar el Campeonato Europeo Sub-17 de la UEFA 2015. La selección sub-17 francesa se clasificó para los octavos de final después de ganar todos los partidos de la fase de grupos y de no encajar ningún gol. En los cuartos de final, se enfrentaron a Italia, a la cual ganaron por 3-0. En la semifinal, se enfrentaron a Bélgica, partido en el que quedaron empate a 1 en el tiempo reglamentario y se jugó una tanda de penaltis, en la que Luca paró 3 penaltis y lanzó uno a lo Panenka, que fue al larguero. La selección Sub-17 francesa se clasificó para la final y la jugarían ante Alemania. La selección Sub-17 francesa ganó la final por 4-1. Fue el portero que menos goles recibió del campeonato.
Jugó el Copa Mundial de Fútbol Sub-17 de 2015 donde Francia quedó eliminada en octavos de final por Costa Rica.

### Participaciones en Eurocopa
| Eurocopa             | Sede     | Resultado | Partidos | Goles recibidos |
| -------------------- | -------- | --------- | -------- | --------------- |
| Sub-17 Bulgaria 2015 | Bulgaria | Campeón   | 5        | 2               |

## Clubes
Actualizado al último partido disputado el 31 de mayo de 2025.
| Club                         | País   | Categoría                 | Año       | Partidos jugados | Goles encajados |
| ---------------------------- | ------ | ------------------------- | --------- | ---------------- | --------------- |
| Real Madrid Castilla         | España | Segunda División B        | 2016-2019 | 51               | 60              |
| Real Madrid                  | España | Primera División          | 2017-2020 | 2                | 4               |
| Racing de Santander (cedido) | España | Segunda División          | 2019-2020 | 33               | 42              |
| Rayo Vallecano de Madrid     | España | Segunda División          | 2020-2022 | 28               | 28              |
| S. D. Eibar                  | España | Segunda /Primera División | 2022-2024 | 78               | 77              |
| Granada C. F.                | España | Segunda División          | 2024-     | 18               | 22              |

## Palmarés

### Títulos internacionales
| Título                               | Club (*)          | Sede     | Año  |
| ------------------------------------ | ----------------- | -------- | ---- |
| Campeonato Europeo Sub-17 de la UEFA | Francia sub-17    | Bulgaria | 2015 |
| Liga de Campeones de la UEFA         | Real Madrid C. F. | Kiev     | 2018 |

(*) Incluyendo la selección.

### Distinciones individuales
| Distinción                               | Año  |
| ---------------------------------------- | ---- |
| Portero menos goleado del Europeo Sub-17 | 2015 |